# Ях'я IV ібн Ідріс
Ях'я IV ібн Ідріс ібн Умар (араб. يحيى بن إدريس بن عمر‎‎; д/н–947) — 9-й імам і султан держави Ідрісидів у Магрибі в 904—917 роках.

## Життєпис
Онук Умара ібн Ідріса, намісника Ер-Рифа. Син Ідріса. Народився в Арзілі. У 880-х роках повстав проти свого стриєчного брата Ях'ї III, імама і султана, якого було переможено лише у 904 році.
Спроби Ях'ї IV відновивти міцність держави виявилися марними. Проти нього повстали берберські племена лувата і кутама, що підтримували попереднього султана.
З 909 року починаються конфлікти з Фатімідами, що підкорили державу Мідраридів в Сіджильмасі (на південний схід від держави Ідрісидів). Втім у 912 році Ях'я IV допоміг Саїду ібн Саліху, еміру Накуру (середземноморське узбережжя), скинути владу Фатімідів. У відповідь 915 року плем'я мекнасів на чолі з Мусою ібн Абу аль-Афією спробувало захопити Фес, проте зазнало поразки.
917 року зазнав поразки від фатімідського військовика Масали ібн Хабуса, визнавши зверхність Фатімідського халіфату. Ях'я ібн Ідріс втратив титул імама і султана, ставши лише валі Фесу. В Ер-Рифі отримали володіння решта Ідрісидів. В Мекнасі та півдні держави Ідрісидів посів фатимідський валі Муса ібн Абу аль-Афія.
921 року за таємні контакти з Кордовським еміратом відсторонений від посади валі Фесу та засланий до Арзіли. Новим валі поставлено Ріхана з берберського племені кутама. У 925 році Ідрісиди повалили владу Фатімідів, але трон дістався представнику гілки — Аль-Касем — Аль-Хасану ібн Мухаммаду.
У 930-х роках його сини підкорилися владі Кордовського халіфату, передавши Сеуту у володіння. У 940 році Ях'я намагався втекти до Іфрикії, але був схоплений аль-Афією. Лише після двох роки ув'язнення зміг втекти до Махдії в Іфрикії. Тут 947 року колишній імам помер під час хариджитського повстання на чолі з Абу Язидом.